# ザムトゲマインデ・リューエ
ザムトゲマインデ・リューエ (ドイツ語: Samtgemeinde Lühe) は、ドイツ連邦共和国ニーダーザクセン州シュターデ郡に属すザムトゲマインデ（集合自治体）である。

## 地理
このザムトゲマインデは、シュターデ近郊のアルテス・ラント地方に位置する。

### 構成町村
ザムトゲマインデ・リューエは、グリューネンダイヒ、グーダーハントフィーアテル、ホレルン＝ツヴィーレンフレート、ミッテルンキルヒェン、ノイエンキルヒェン、および本部所在地のシュタインキルヒェンからなる。

## 行政

### 議会
このザムトゲマインデの議会は20議席からなる。議会には、この議員の他に首長も加わる。

## 経済と社会資本
リューエでは、人と二輪車だけが乗れるリューエ＝シュラウ・フェリーでエルベ川を対岸（ヴェーデル）に渡ることができる。このフェリーはハンブルク交通連盟には加盟していない。
リューエは観光に訪れる価値のある場所である。サクランボが実る季節には、道沿いに直販店が商品を並べている。小さな家族経営の農家では、こうした方法でだけ商品を販売するところもある。

### 交通
ザムトゲマインデ・リューエには、ハンブルク交通連盟に加盟しているクラフト交通GmbHシュターデが運営する3本の乗り合いバス路線がある。
- 2357系統: シュターデ - ホレルン＝ツヴィーレンフレート - シュタインキルヒェン - ヨルク - ハンブルク＝クランツ
- 2030系統: ブクステフーデ - ダムハウゼン - ヨルク - ボルステル - シュタインキルヒェン（平日のみ）
- 2033系統: グリューネンダイヒ - シュタインキルヒェン - ホルネブルク（通学日のみ）

## 人物
- ハインリヒ・ヘルヴェーゲ（1908年 - 1991年）政治家。連邦大臣、ニーダーザクセン州首相。ノイエンキルヒェン出身。

## 引用
1. ↑  Landesamt für Statistik Niedersachsen, LSN-Online Regionaldatenbank, Tabelle A100001G: Fortschreibung des Bevölkerungsstandes, Stand 31. Dezember 2023